# 9436 Shudo
9436 Shudo è un asteroide della fascia principale. Scoperto nel 1997, presenta un'orbita caratterizzata da un semiasse maggiore pari a 2,4469322 UA e da un'eccentricità di 0,1488824, inclinata di 3,59924° rispetto all'eclittica.